# Constantine (Cornouailles)
Pour les articles homonymes, voir Constantine.
Constantine est une paroisse civile et un village des Cornouailles, en Angleterre.